# Once Caldas
A Once Caldas S.A. é um clube de futebol colombiano. No ano de 2004, venceu a Copa Libertadores da América, se tornando o segundo clube de seu país a conquistar a principal competição continental.
Fundado em 15 de janeiro de 1961, na cidade de Manizales, no departamento de Caldas, manda os seus jogos no Estádio Palogrande, com capacidade para 36.553 espectadores, e tem como históricos rivais o Deportivo Pereira e Deportes Quindío, contra os quais disputa o  Clásico Cafetero,  nomenclatura de qualquer confronto entre esses três clubes de regiões produtoras de café.
Já ganhou quatro edições do Campeonato Colombiano e uma da Copa Libertadores da América, vencendo em sua campanha um grupo que tinha como destaque o Vélez Sarsfield, depois o Barcelona de Guayaquil nas oitavas de final, o Santos nas quartas de final, o São Paulo na semifinal e a agremiação argentina do Boca Juniors na final da edição da 2004.

## História
Em 1947 foi fundado o Club Deportivo Caldas, que mesmo sendo campeão colombiano três anos depois da fundação, acabou ficando inativo. Nos anos 60, um grupo de pessoas resolveu refundar um time em Manizales. Enquanto uns defenderam a refundação do inativo Caldas, outros defenderam a recriação do Once Deportivo, outro time da cidade que esteve ativo por apenas três anos na cidade entre os anos 40 e 50. Para acabar com esse dilema, foi decidido fazer uma fusão dos nomes, e assim foi fundado o Once Caldas. O nome caldas foi escolhido devido a cidade de Manizales ficar no departamento de Caldas, na Colômbia. Mesmo sendo considerado um time médio, o Once Caldas possui um bom histórico de títulos, com quatro campeonatos colombianos e um título da Libertadores. Muito provavelmente, quem olha para esse escudo, logo o relaciona com a bandeira da Itália, mas isso não passa de coincidência. As três cores em destaque representam o ciclo do café, sendo o verde representando as mudas da planta, a cor branca simbolizando a cor da flor do café e o vermelho representando o fruto do café. Essa simbologia é por causa da forte cafeicultura da cidade, sendo considerada a capital cultural do café, tanto pela enorme plantação (a Colômbia é o terceiro maior exportador de café do mundo e grande parte desse produto vem de Manizales) e também pela qualidade da bebida. O azul  provém do antigo escudo do Club Deportivo Caldas, atualmente as quatro estrelas que fazem parte do escudo representam os títulos colombianos conquistados em 1950, 2003, 2009 e 2010. A estrela dourada sobre o escudo representa a Copa Libertadores da América conquistada pelo clube em 2004.
Em 2004 a Once Caldas venceu a Copa Libertadores da América pela primeira vez, batendo times como Santos, São Paulo e o Boca Juniors na final (considerado um dos maiores times da história Xeneize).
Na Libertadores de 2011, depois de ser o time de pior campanha na fase de grupos da competição, o Once Caldas eliminou ironicamente o Cruzeiro Esporte Clube, time brasileiro e dono da melhor campanha do campeonato. Depois de perder em casa por 2 a 1, o Once Caldas venceu o segundo jogo por 2 a 0. Contra o Santos, o Once não teve a mesma sorte. Perdeu em casa por 1 a 0, e no Pacaembu empatou por 1 a 1.

## Títulos
| CONTINENTAIS | CONTINENTAIS                 | CONTINENTAIS | CONTINENTAIS                   |
|              | Competição                   | Títulos      | Temporadas                     |
| ------------ | ---------------------------- | ------------ | ------------------------------ |
|              | Copa Libertadores da América | 1            | 2004                           |
| NACIONAIS    |                              |              |                                |
|              | Competição                   | Títulos      | Temporadas                     |
|              | Campeonato Colombiano        | 4            | 1950, 2003-I, 2009-I e 2010-II |
| TOTAL        |                              |              |                                |
| Escudo       | Competição                   | Títulos      | Categorias                     |
|              | Total:                       | 5            | 1 Continental e 4 Nacionais    |